# Кентербері (парафія, Нью-Брансвік)
Кентербері (англ. Canterbury) — парафія в Канаді, у провінції Нью-Брансвік, у складі графства Йорк.

## Населення
За даними перепису 2016 року, парафія нараховувала 525 осіб, показавши скорочення на 13,8%, порівняно з 2011-м роком. Середня густина населення становила 0,9 осіб/км².
З офіційних мов обидвома одночасно володіли 45 жителів, тільки англійською — 475. Усього 15 осіб вважали рідною мовою не одну з офіційних.
Працездатне населення становило 50,6% усього населення, рівень безробіття — 15,9% (0% серед чоловіків та 23,8% серед жінок). 90,9% осіб були найманими працівниками, а 6,8% — самозайнятими.
Середній дохід на особу становив $37 409 (медіана $27 968), при цьому для чоловіків — $45 566, а для жінок $29 457 (медіани — $33 963 та $21 472 відповідно).
31% мешканців мали закінчену шкільну освіту, не мали закінченої шкільної освіти — 27,6%, 41,4% мали післяшкільну освіту, з яких 19,4% мали диплом бакалавра, або вищий.
| Статево-вікова структура населення | Статево-вікова структура населення | Статево-вікова структура населення | Статево-вікова структура населення | Статево-вікова структура населення |
| ---------------------------------- | ---------------------------------- | ---------------------------------- | ---------------------------------- | ---------------------------------- |
|                                    |                                    |                                    |                                    |                                    |
| Всього                             | Всього                             | 52,8%47,2%                         |                                    |                                    |
| 0 — 14 років                       | 0 — 14 років                       |                                    | 12,5%                              | 12,5%                              |
| 15 — 64 років                      | 15 — 64 років                      |                                    | 65,4%                              | 65,4%                              |
| 65 і більше                        | 65 і більше                        |                                    | 22,1%                              | 22,1%                              |
| 85 і більше                        | 85 і більше                        |                                    | 1,9%                               | 1,9%                               |
| Середній вік (років)               | Середній вік (років)               | 45,947,4                           | 46,6                               | 46,6                               |
| Медіана (років)                    | Медіана (років)                    | 50,051,3                           | 50,8                               | 50,8                               |
| — чоловіки — жінки                 |                                    |                                    |                                    |                                    |

| Походження мешканців:     | Походження мешканців:     | Походження мешканців: | Походження мешканців: | Походження мешканців: |
| ------------------------- | ------------------------- | --------------------- | --------------------- | --------------------- |
| Походження                |                           |                       | осіб                  | %                     |
| Корінні американці        | Корінні американці        |                       | 40                    | 7.48%                 |
| Інше північноамериканське | Інше північноамериканське |                       | 280                   | 52.34%                |
| Європейське               | Європейське               |                       | 340                   | 63.55%                |
| британське                | британське                |                       | 280                   | 52.34%                |
| французьке                | французьке                |                       | 60                    | 11.21%                |

| Зайнятість населення за галузями (за класифікацією NOC): | Зайнятість населення за галузями (за класифікацією NOC): | Зайнятість населення за галузями (за класифікацією NOC): | Зайнятість населення за галузями (за класифікацією NOC): | Зайнятість населення за галузями (за класифікацією NOC): |
| -------------------------------------------------------- | -------------------------------------------------------- | -------------------------------------------------------- | -------------------------------------------------------- | -------------------------------------------------------- |
|                                                          |                                                          |                                                          |                                                          |                                                          |
| Управління                                               | Управління                                               |                                                          | 7%                                                       | 7%                                                       |
| Бізнес, фінанси та адміністрування                       | Бізнес, фінанси та адміністрування                       |                                                          | 14%                                                      | 14%                                                      |
| Охорона здоров'я                                         | Охорона здоров'я                                         |                                                          | 4,7%                                                     | 4,7%                                                     |
| Освіта, правозахист, муніципальні та урядові служби      | Освіта, правозахист, муніципальні та урядові служби      |                                                          | 7%                                                       | 7%                                                       |
| Роздрібна торгівля та послуги                            | Роздрібна торгівля та послуги                            |                                                          | 16,3%                                                    | 16,3%                                                    |
| Гуртова торгівля, транспорт та обладнання                | Гуртова торгівля, транспорт та обладнання                |                                                          | 27,9%                                                    | 27,9%                                                    |
| Природні ресурси, сільське господарство                  | Природні ресурси, сільське господарство                  |                                                          | 9,3%                                                     | 9,3%                                                     |
| Виробництво                                              | Виробництво                                              |                                                          | 14%                                                      | 14%                                                      |

## Клімат
Середня річна температура становить 4,6°C, середня максимальна – 23,1°C, а середня мінімальна – -17,2°C. Середня річна кількість опадів – 1 109 мм.
| Клімат поселення                              | Клімат поселення | Клімат поселення | Клімат поселення | Клімат поселення | Клімат поселення | Клімат поселення | Клімат поселення | Клімат поселення | Клімат поселення | Клімат поселення | Клімат поселення | Клімат поселення | Клімат поселення |
| Показник                                      | Січ.             | Лют.             | Бер.             | Квіт.            | Трав.            | Черв.            | Лип.             | Серп.            | Вер.             | Жовт.            | Лист.            | Груд.            |                  |
| Середній максимум, °C                         | −4,64            | −3,18            | 2,59             | 9,58             | 16,75            | 21,62            | 23,11            | 22,55            | 17,27            | 11,18            | 4,94             | −2,74            |                  |
| Середня температура, °C                       | −10,91           | −9,46            | −3,69            | 3,30             | 10,47            | 15,34            | 18,66            | 18,10            | 12,83            | 6,73             | 0,49             | −7,18            |                  |
| Середній мінімум, °C                          | −17,2            | −15,74           | −9,98            | −3               | 4,18             | 9,05             | 14,22            | 13,66            | 8,39             | 2,29             | −3,94            | −11,63           |                  |
| Норма опадів, мм                              | 95               | 66               | 84               | 90               | 97               | 91               | 100              | 93               | 95               | 94               | 106              | 98               |                  |
| Середньомісячна швидкість вітру, м/с          | 3.60             | 3.72             | 3.95             | 3.78             | 3.46             | 3.04             | 2.70             | 2.60             | 2.89             | 3.20             | 3.47             | 3.53             |                  |
| Середньомісячна сонячна радіація, кДж/м²·день | 5228             | 8359             | 12108            | 15511            | 18346            | 20291            | 19808            | 17625            | 13127            | 8314             | 5009             | 4153             |                  |
| --------------------------------------------- | ---------------- | ---------------- | ---------------- | ---------------- | ---------------- | ---------------- | ---------------- | ---------------- | ---------------- | ---------------- | ---------------- | ---------------- | ---------------- |
| Джерело:                                      |                  |                  |                  |                  |                  |                  |                  |                  |                  |                  |                  |                  |                  |